# Brigata "Barletta"
La Brigata fanteria "Barletta" è stata una Grande Unità del Regio Esercito Italiano, costituita nel marzo del 1915. Aveva il suo comando in Puglia a Barletta.

## Storia

### Le origini
La  Brigata "Barletta"  raccolse idealmente l'eredità del Battaglione "Lacerenza", un'unità dell'esercito meridionale. Negli anni dei moti risorgimentali parti da Barletta, il Patriota Raffaele Lacerenza al comando di un gruppo di volontari che si unì ai mille di Garibaldi sbarcati in Sicilia, inquadrati in battaglione che assunse il nome del patriota su espressa richiesta degli stessi volontari. Essi furono inquadrati nella prima compagnia, comandata da Nino Bixio e si distinsero in combattimento per eroicità e coraggio.
Successivamente, se non per esplicita e diretta intermediazione del barlettano Raffaele Lacerenza, ma senz'altro per la sua amicizia e la sua fattiva collaborazione alle imprese di Garibaldi nei due mondi, Barletta fu prescelta come sede di reclutamento di uomini per la Terza guerra d'indipendenza italiana del 1866. In occasione della costituzione della Brigata incorporata nel Regio esercito, Menotti Garibaldi, colonnello del Corpo Volontari Italiani e comandante del IX Reggimento volontari, giunse alla stazione ferroviaria, accolto da una folla festante e dagli stessi garibaldini. La Brigata fu sciolta nel 1877.

### Prima guerra mondiale
La Brigata Barletta fu ricostituita alla vigilia della prima guerra mondiale con i Reggimenti dipendenti 137° 138° e fu impiegata dal 1915 al 1918 in varie battaglie. Inquadrata nel XIII Corpo d'Armata, 31ª Divisione Fanteria.
1918 – In seguito all'offensiva austriaca sul Piave è trasferita sul Montello, dove si distingue per i combattimenti contro le posizioni avversarie. L'8 settembre trasferita in Albania; presidia la zona della Vojussa.

### Dopo la guerra
Fu nuovamente sciolta nel luglio 1920.

## Reparti

### Prima guerra mondiale
- 137º Reggimento fanteria "Barletta" (1915-1920)
- 138º Reggimento fanteria "Barletta" (1915-1920)

## Onorificenze
La brigata "Barletta" è decorata delle seguenti onorificenze
Il 137º Reggimento fanteria "Barletta"  è decorato delle seguenti onorificenze:

### Decorazioni alla bandiera di guerra
Il 138º Reggimento fanteria "Barletta"  è decorato delle seguenti onorificenze:

### Militari decorati nella prima guerra mondiale
Del 137º Reggimento fanteria "Barletta" sono stati decorati:
- 110 con  Medaglia d'argento al valor militare
- 121 con  Medaglia di bronzo al valor militare
- 2 con  L'Ordine militare di Savoia

Del  138º Reggimento fanteria "Barletta" sono stati decorati:
- 3 con  Medaglia d'oro al valor militare
- 74 con  Medaglia d'argento al valor militare
- 66 con  Medaglia di bronzo al valor militare
- 1 con  L'Ordine militare di Savoia.